# Mickey Guyton
Candace Mycale Guyton, conosciuta principalmente come Mickey Guyton (Arlington, 17 giugno 1983), è una cantante statunitense.
Nella sua carriera, Guyton ha ottenuto diversi primati nell'ambito della musica country: è infatti la prima donna nera ad aver ottenuto una nomination ai Grammy Awards nella categoria Best Country Solo Performance, nonché la prima ad essersi esibita agli Academy of Country Music Awards, la prima ad aver condotto la medesima cerimonia, la prima ad aver ottenuto un piazzamento alla vetta della classifica country canadese. Nel 2021 ha pubblicato il suo album d'esordio Remember Her Name, candidato al Grammy Award al miglior album country.

## Biografia
Trasferitasi in California subito dopo il diploma per motivi di studio, Guyton affianca alla carriera universitaria diversi lavori, riuscendo a ottenere un cameo come cantante nel film del 2005 Detective a due ruote, con protagonista Nick Cannon. Prende successivamente parte alle audizioni di American Idol, ma non arriva alla parte finale del programma. Nel 2011 ottiene attenzioni da parte del produttore Julian Raymond, il quale le permette di ottenere un contratto discografico con Capitol Nashville. L'effettivo lancio della sua carriera viene tuttavia rimandato a causa sia di problemi personali che di difficoltà da parte della casa discografica di trovare un modo di lanciarla nel mondo della musica country: è solo nel 2014 che Guyton pubblica il suo primo EP Unbreakable, che nonostante l'assenza di singoli entra nella classifica Top Heatseekers di Billboard.
Nel 2015 pubblica il suo singolo di debutto Better than You Left Me e il suo secondo EP Mickey Guyton. In seguito alla pubblicazione dell'EP, Guyton apre i concerti del Crushin' It World Tour di Brad Paisley e ottiene una nomination agli Academy of Country Music Awards come New Female Vocalist of the Year. Dopo aver pubblicato alcuni singoli senza particolare successo fra 2016 e 2019, nel 2020 l'artista torna a godere di una rilevanza mediatica grazie al singolo Black like Me, il quale riceve ottime recensioni dalla critica. Guyton ha modo di esibirsi con tale brano durante gli Academy of Country Music Awards 2020, diventando la prima donna nera ad esibirsi durante questa cerimonia. Il brano ottiene inoltre una nomination ai Grammy Awards 2020 nella categoria Best Country Solo Performance, rendendo Guyton la prima donna nera ad essere nominata in questa categoria. Guyton si esibisce con il brano anche durante la cerimonia dei Grammy.
Sempre nel 2020 pubblica l'EP Bridges. Nel novembre dello stesso anno collabora col cantante canadese Dean Brody nel singolo Boys, il quale raggiunge la vetta della classifica country canadese, rendendo Guyton la prima donna nera ad ottenere questo risultato. Nel 2021 riceve una nomination agli Academy of Country Music Awards e co-conduce l'evento insieme a Keith Urban, diventando la prima donna nera a condurre la cerimonia. Prende inoltre parte all'album The Metallica Blacklist, per il quale incide una cover di Nothing Else Matters dei Metallica. Sempre nel 2021 pubblica il suo secondo EP eponimo e il suo album di debutto Remember Her Name: quest'ultimo ottiene un punteggio di 79 su 100 su Metacritic. L'artista riceve tre nomination ai Grammy 2022, tra cui il premio al miglior album country.
Nel febbraio 2022 si esibisce con l'inno nazionale statunitense durante il Super Bowl LVI. Nel gennaio 2023 collabora con i Lukas Graham nel singolo Home Movies. Nel settembre 2024 viene pubblicato il suo secondo album, House on Fire, anticipato dal duetto con Kane Brown Nothing Compares to You.

## Vita privata
Guyton afferma di aver subito numerosi episodi di razzismo durante l'infanzia e l'adolescenza e di aver cambiato più volte scuola a causa di questi avvenimenti.
Guyton ha sposato l'avvocato Grant Savoy nel 2017 dopo 7 anni di fidanzamento. La coppia ha avuto un figlio nel 2021.

## Voce e stile musicale
Guyton afferma di aver deciso di voler diventare una cantante country dopo aver assistito a un'esibizione dell'inno nazionale americano eseguita da LeAnn Rimes.

## Discografia

### Album
- 2021 – Remember Her Name
- 2024 – House on Fire

### EP
- 2014 – Unbreakable
- 2015 – Mickey Guyton
- 2020 – Bridges
- 2021 – Mickey Guyton

### Singoli
- 2015 – Better than You Left Me
- 2016 – Heartbreak Song
- 2017 – Sister
- 2020 – What Are You Gonna Tell Her?
- 2020 – Black like Me
- 2020 – Heaven Down Here
- 2023 – Home Movies (con Lukas Graham)
- 2023 – Nothing Compares to You (feat. Kane Brown)

### Collaborazioni
- 2020 – Boys (con Dean Brody)
- 2021 – Cross Country (con Breland)
- 2024 – Never Not Care (con Steven Lee Olsen)